# José Manrique
José Manrique (Baracaldo, 1962) es un compositor español.

## Biografía
José Manrique nació en Baracaldo en 1962, aunque vive en Madrid desde 1970. Estudió en el Real Conservatorio Superior de Música de Madrid, Piano con Guillermo González, Armonía con Jesús Villa Rojo, Contrapunto y Fuga con Daniel Vega Cernuda y Análisis de Técnicas Contemporáneas de Composición con Luis de Pablo.
Aprendió además los fundamentos de la composición electroacústica y de la síntesis analógica con Gabriel Brncic en el GME de Cuenca, y los de la síntesis digital y el DSP (Digital Signal Processing) en el LIEM (Laboratorio de Informática y Electrónica Musical) del CDMC (Centro para la Difusión de la Música Contemporánea) (Madrid), con Xavier Serra y Daniel Teruggi, entre otros, aunque como compositor es básicamente autodidacta.
Ha enseñado Piano, Música de Cámara, Armonía y Formas Musicales en los Conservatorios Profesionales de Cuenca, Amaniel (Madrid), Joaquín Turina (Madrid) y Alcalá de Henares, y en los Conservatorios Superiores de Madrid y Salamanca, entre 1989 y 1998.
Desde 2003  a 2022 enseñó Tecnología e Informática Musical en el Centro Integrado de Música Padre Antonio Soler (San Lorenzo de El Escorial, Madrid).

## Obra
Desde finales de los noventa se dedica especialmente a la creación electroacústica, ámbito en el cual ha obtenido reconocimiento nacional e internacional: 
Su obra Voz oculta fue galardonada con un Prix de la Musique de Studio, en el 25 Concurso Internacional de Arte Sonoro de Bourges (Francia), en 1998.
Ad nilo, fruto de un encargo del CDMC para el Festival de Alicante en 2003, fue finalista en la 32 Edición del Concurso de Bourges (2005), seleccionada para la ICMC (International Computer Music Conference) en Barcelona (2005), y representó a España en la TIME (Tribuna Internacional de Música Electroacústica) de la Unesco (Lisboa, diciembre de 2007).
Historias, encargo del IMEB de Bourges (Francia), recibió una Mención Honorífica en el VI Concurso Internacional de Música Electroacústica de Sao Paulo (CIMESP) que tuvo lugar en noviembre de 2005 en el Goethe Institut de Sao Paulo (Brasil).
Rock&roll interrompue fue finalista del VI Concurso de Miniaturas Electroacústicas (Sevilla, 2008).
También ha colaborado con La Tartana Teatro en la creación de la música de los espectáculos Piratas (2006), Vacamioneta (2008), Monstruos en la maleta (2010), El guardián de los cuentos (2012), El sueño del pequeño guerrero (2013), Atrapasueños (2014) y El rincón de los títeres (2016).
En 2025 compuso para la revista Mirlo la obra Madurez, con texto de Óscar Esquivias.

## Discografía
- Compositores vascos actuales - LIM/Fundación BBK, 1997
- Cultures électroniques, Quadrivium 11, Bourges 1998 - IMEB/UNESCO/CIME, Mnémosine 1999
- Música maximalista, vol. 12 - CIMESP 2005, Studio Panorama, Sao Paulo-Brasil 2006
- AMEE 20 - Marmita-Música Viva, Valencia 2007
- Confluencias, arte y tecnología al borde del milenio - Huelva, 2008